# Német építészek listája
Ez a lista a német építészeket tartalmazza névsor szerinti rendben:
| Ábécé szerinti tartalomjegyzék                                                                           |
| --- |
| A, Á B C Cs D Dz Dzs E, É F G Gy H I, Í J K L Ly M N Ny O, Ó Ö, Ő P Q R S Sz T Ty U, Ú Ü, Ű V W X Y Z Zs |

## A
- Adolf Abel(wd) (1968-)
- Albrecht Altdorfer (1480-1538)

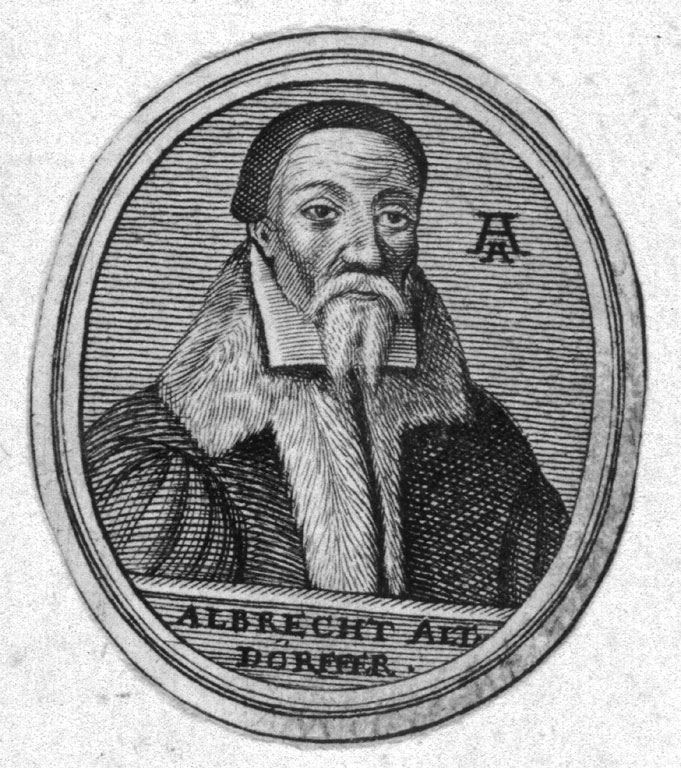
Albrecht Altdorfer

- Walter Andrae(wd) (régész, építész 1875-1956)
- Cosmas Damian Asam(wd) (festő, építész 1686–1739)
- Egid Quirin Asam(wd) (szobrász, festő, építész 1692–1750)

## B
- Otto Bartning(wd) (1883-1859)
- Günter Behnisch (1922–2010)
- Peter Behrens (1868–1940)
- Max Berg(wd) (1870-1947)
- German Bestelmeyer(wd) (1874-1942)
- Johann Eberhard Blaumann (1732-1786)
- Paul Bonatz (1877-1956) (wd)
- Woldemar Brinkmann(wd) (1890-1959)
- George Bähr (1666–1738)
- Gabor Benedek (1938–2019)
- Georg Andreas Böckler (1644-1698)
- Dominikus Böhm(wd) (1880–1955)
- Elisabeth Böhm(wd) (1921–2012)
- Gottfried Böhm(wd) (1920–2021)
- Stephan Braunfels(wd) (1950–)
- Johann Georg Brix (1665 k.-1742)

## C
- Clemens Wenzeslaus Coudray(wd) (1775-1845)
- August Leopold Crelle (1780-1856)
- François de Cuvilliés(wd) (francia származású 1695–1768)
- Max Czeike(wd) (német nemzetiségű szlovén 1879–1945)
- Otto Czekelius (1895-1974)

## D

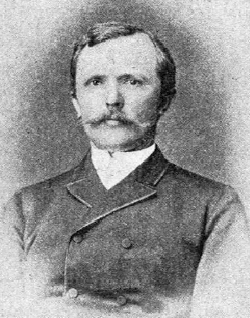
Wilhelm Dörpfeld

- Christoph Dientzenhofer (1655-1722)
- Johann Dientzenhofer (1663–1726)
- Kilian Ignaz Dientzenhofer (német nemzetiségű cseh, Kilián Ignác Dientzenhofer 1689-1751)
- Wilhelm Dörpfeld(wd) (1853-1940)
- Adam van Düren(wd) (Svédországban és Dániában alkotó német építőmester, a 15.-16. században)

## E
- Hermann Eggert(wd) (1844–1920)
- Egon Eiermann(wd) (1904-1970)
- August Endell (1871-1925)
- Carl Ludvig Engel(wd) (1778–1840)
- Ulrich Ensinger(wd) (1350–1419)
- Friedrich Wilhelm von Erdmannsdorff (1736–1800)

## F
- Emil Fahrenkamp(wd) (1885-1966)
- Roderich Fick(wd) (1886-1955)
- Johann Michael Fischer (1692–1766)
- Theodor Fischer (1862-1938)
- Ludwig Franzius (1832-1903)
- William Frishmuth(wd) (Amerikába emigrált 1830-1893)

## G

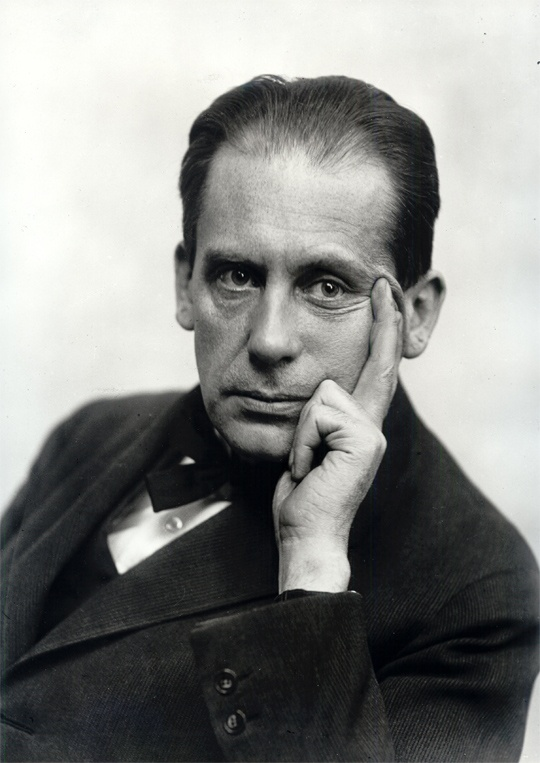
Walter Gropius

- Leonhard Gall (1884–1952) (wd)
- Dörte Gatermann (1956–) (wd)
- Friedrich von Gärtner (1791–1847) (wd)
- Eberhard Gildemeister (1897–1978) (wd)
- Hermann Giesler (1898–1987) (wd)
- Friedrich Gilly (1772–1800) (wd)
- Carl von Gontard (1731–1791) (wd)
- Johann Friedrich Eosander von Göthe (svéd származású német 1669 v. 1670–1728) (wd)
- Alfred Grenander (Németországban is dolgozó svéd építész 1863-1931) (wd)
- Anselm Franz von Ritter zu Groenesteyn (1692–1765) (wd)
- Martin Gropius (1824-1880)
- Walter Gropius (1883–1969)
- Hans Gugelot (1920–1965) (wd)

## H

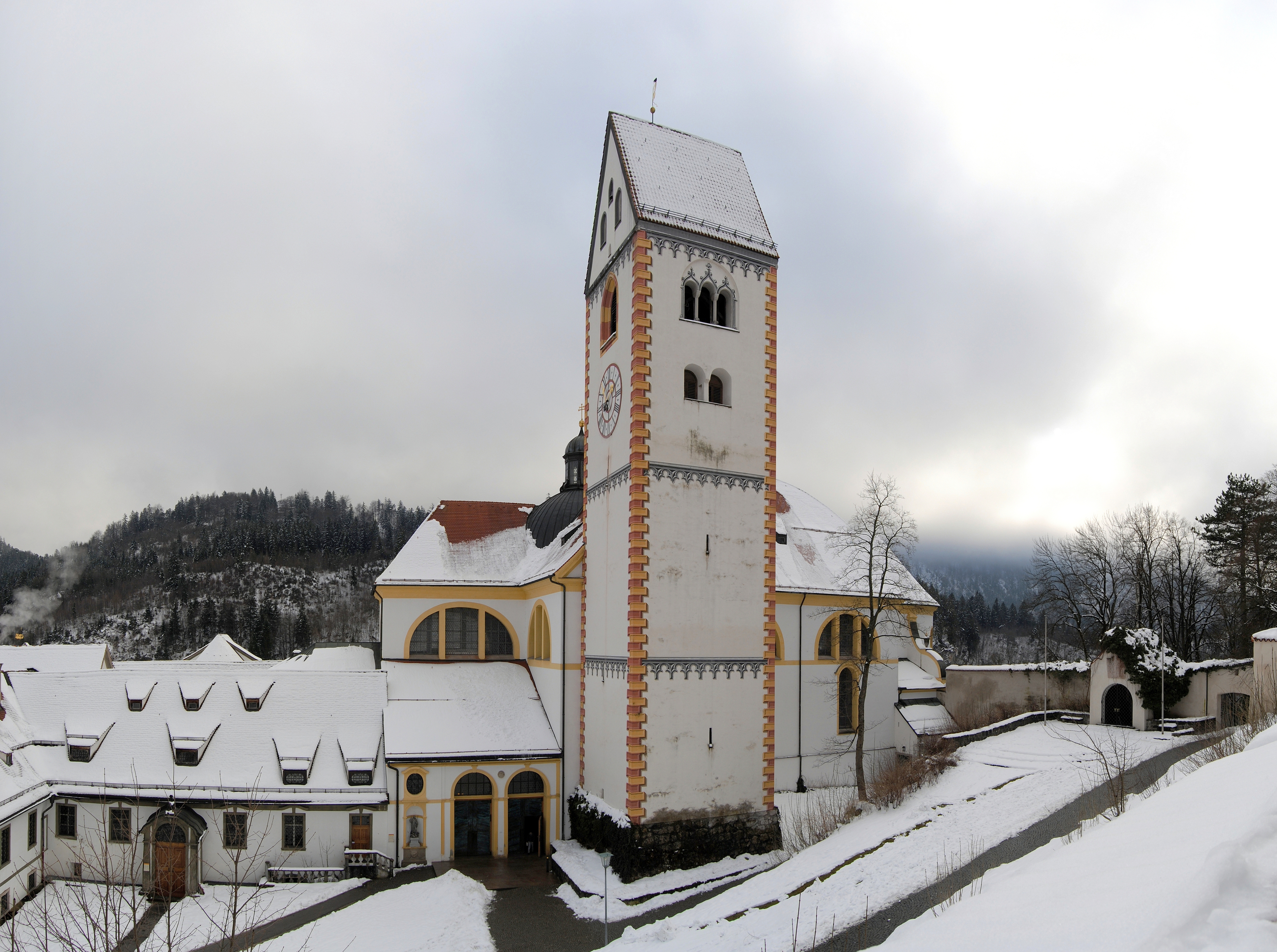
A barokk Szent Magnus-kolostor, Füssen. Átépítette Johann Jakob Herkomer 1696-tól

- Carl Alexander Heideloff (1789-1865) (wd)
- Albert Heilmann (1886-1949) (wd)
- Jakob Heilmann (1927-) (wd)
- Otto Heilmann (1888-1945) (wd)
- Josef Hempelmann (1893-1967)
- Hermann Henselmann (1905-1995)
- Anna Heringer (1977–) (wd)
- Johann Jakob Herkomer (festő és építész 1652–1717) (wd)
- Hans Robert Hiegel (1954–) (wd)
- Ludwig Hilberseimer (Amerikába emigrált 1885-1997)
- Lucy Hillebrand (1906–1997) (wd)
- Friedrich Hitzig (1811-1881)
- Walter Hohmann (1880–1945) (wd)
- Elias Holl (1573–1646) (wd)
- Eugen Honig (1873–1945) (wd)
- Fritz Höger (1877–1949) (wd)
- Johann Mathias von Holst (1839-1905) (wd)
- Heinrich Hübsch (1795–1863) (wd)
- Carl Humann (mérnök, régész, építész 1839-1896) (wd)

## J
- Rudolf Jacobs (1879–1946)
- Johann Eduard Jacobsthal
- Helmut Jahn (1940–)
- Jürgen Joedicke
- Heinz Johannes

## K
- Leo von Klenze (1784–1864)
- Clemens Klotz

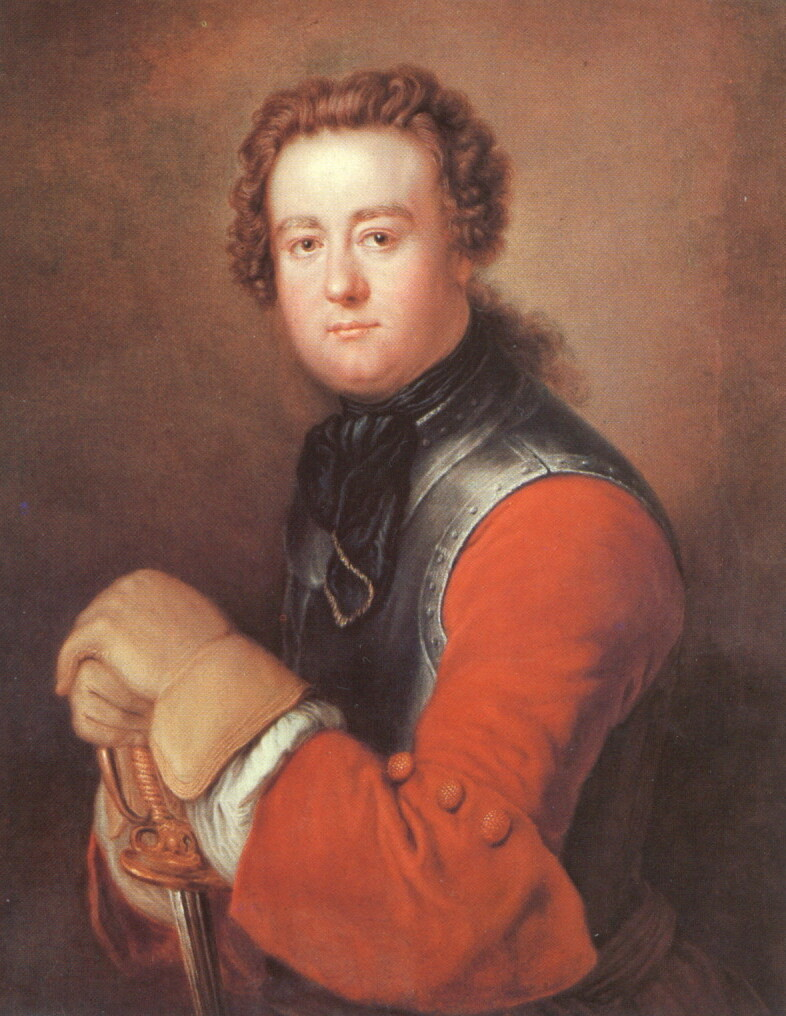
Georg Wenzeslaus von Knobelsdorff

- Georg Wenzeslaus von Knobelsdorff (1699–1753)
- Robert Koldewey
- Hans Kollhoff (1946–)
- Siegfried Kracauer
- Adam Kraft (v. Krafft) (k. 1460? – 1509)
- Wilhelm Kreis

## L
- Carl Gotthard Langhans (1732–1808)
- Peter Joseph Lenné
- Constantin Lipsius (1832–1894)
- Richard Lucae (1829 – 1877)

## M
- Werner March
- Ernst May
- Erich Mendelsohn (1887–1953)
- Alfred Messel
- Adolf Meyer

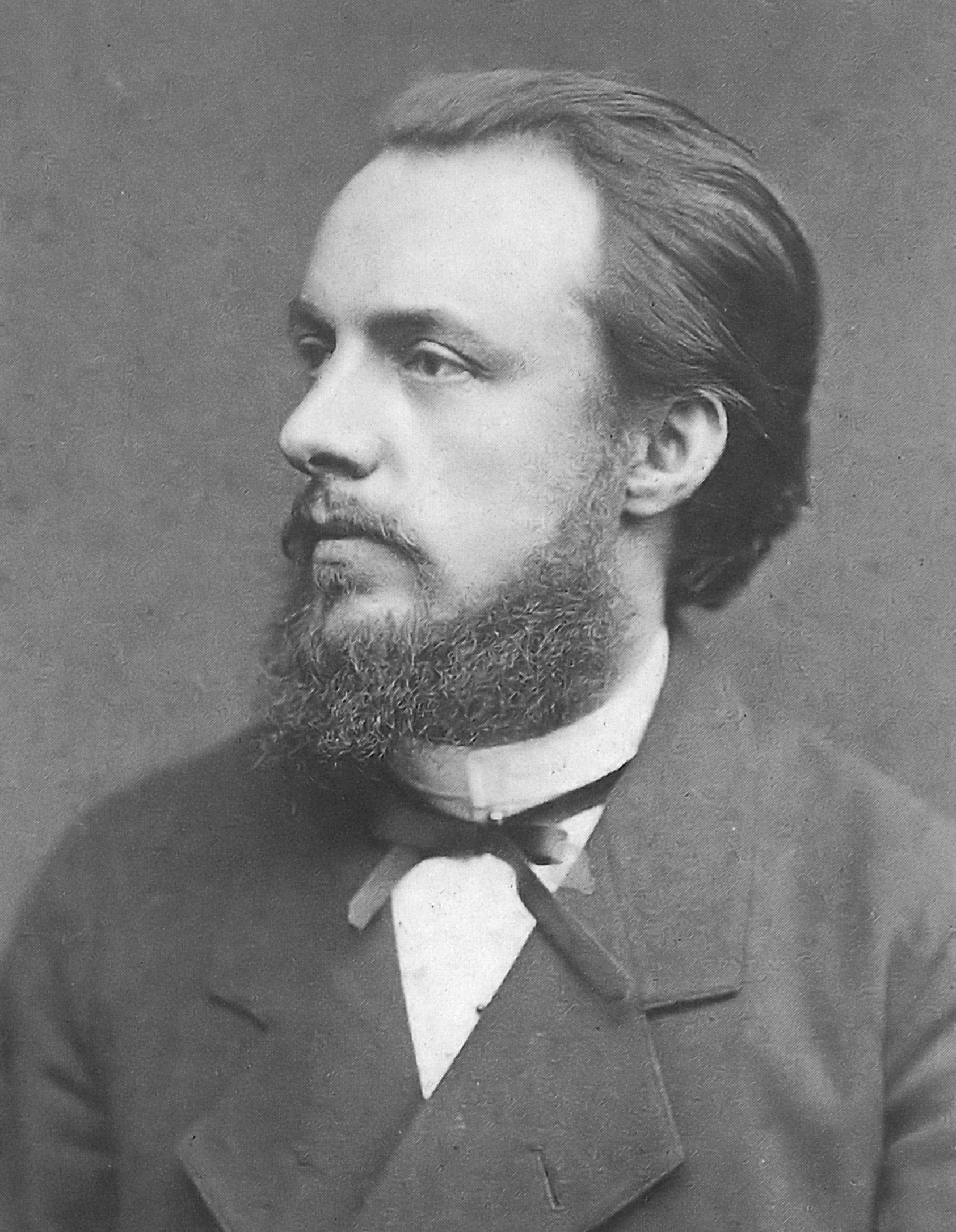
Gotthilf Ludwig Moeckel

- Ludwig Mies van der Rohe (1886–1969)
- Gotthilf Ludwig Möckel (1838–1915)
- Carl Moritz (1863–1944)
- Hans Christian Müller
- Hermann Muthesius

## N
- Balthasar Neumann (1687 – 1753)
- Georg Hermann Nicolai (1812–1881)
- Georg Niemann
- Konrad Nonn

## O
- Edward Oppler
- Frei Otto (1925–2015)
- Johannes Otzen

## P
- Bernhard Pankok
- Peter Parler
- Bruno Paul
- Peter Parler
- Hans Poelzig
- Matthäus Daniel Pöppelmann (1662–1736)

## R
- Martin Friedrich Rabe
- Dieter Rams
- Benedikt Ried
- Sep Ruf
- Franz Ruff
- Ludwig Ruff
- Alfred Runge (1881–1946)

## S
- Ernst Sagebiel(wd) (1892-1970)
- Hans Scharoun(wd) (1893–1972)
- Johann Emil Schaudt(wd) (1871-1957)

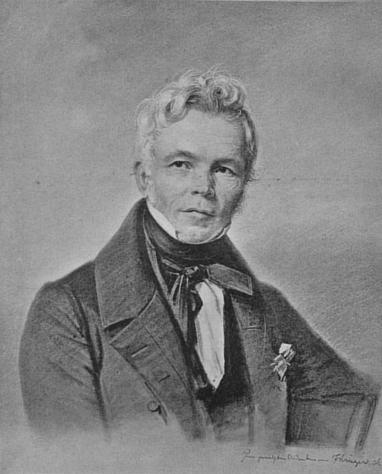
Karl Friedrich Schinkel

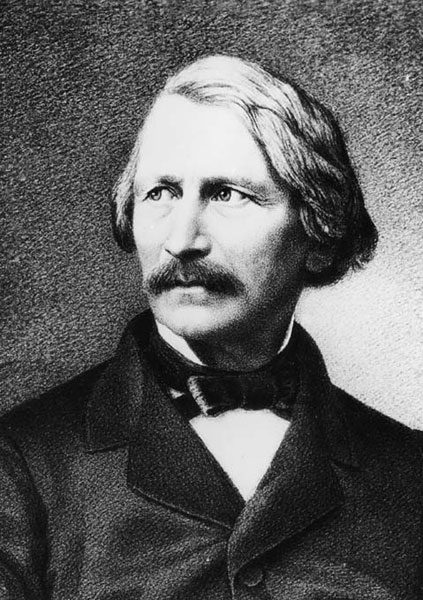
Gottfried Semper

- Karl Friedrich Schinkel (1781–1841)
- Johann Conrad Schlaun(wd) (1695-1773)
- Andreas Schlüter (1659-1714)
- Friedrich von Schmidt (1825-1891)
- Johann George Schmidt(wd) (1707-1774)
- Paul Schmitthenner(wd) (1884-1972)
- Paul Schneider-Esleben (1915–2005)
- Julius Schulte-Frohlinde(wd) (1894-1968)
- Friedrich Schulze (1843-1919)
- Paul Schultze-Naumburg(wd) (1869-1949)
- Fritz Schumacher(wd) (1869-1947)
- Franz Heinrich Schwechten(wd) (1841–1924)
- Eduard Scotland(wd) (1885–1945)
- Gabriel von Seidl(wd) (1848–1913)
- Annabelle Selldorf(wd) (1960-)
- Gottfried Semper (1803–1879)
- Alexander von Senger(wd) (1880–1968)
- Carl Theodor Severin(wd) (1763–1836)
- Johann Christoph Heinrich von Seydewitz(wd) (1748 –1824)
- Paul Ludwig Simon(wd) (1771–1815)
- August Soller(wd) (1805 – 1853)
- Albert Speer (1905–1981)
- Albert Speer (1934–2017)
- Albert Friedrich Speer (1863–1947)
- Erwin von Steinbach(wd) (1244-1318)
- Heinrich Strack (1805–1880)
- Friedrich August Stüler (1800–1865)

## T
- Bruno Taut (1880–1938)
- Max Taut
- Sergei Tchoban (1962– )
- Heinrich Tessenow
- Hermann Tilke
- Paul Troost

## W
- Hermann Friedrich Waesemann
- Paul Wallot (1841–1912)
- Friedrich Weinbrenner (1766–1826)
- Johann Maximilian von Welsch
- Emilie Winkelmann (1875–1951)
- Rudolf Wolters

## Z
- Dominikus Zimmermann (1685–1766)
- Ernst Friedrich Zwirner (1802-1861) (wd)

## Fordítás
- Ez a szócikk részben vagy egészben  a   Seznam nemških arhitektov című szlovén Wikipédia-szócikk fordításán alapul.  Az eredeti cikk szerkesztőit annak laptörténete sorolja fel. Ez a jelzés csupán a megfogalmazás eredetét és a szerzői jogokat jelzi, nem szolgál a cikkben szereplő információk forrásmegjelöléseként.
- Ez a szócikk részben vagy egészben  a   List of German architects című angol Wikipédia-szócikk fordításán alapul.  Az eredeti cikk szerkesztőit annak laptörténete sorolja fel. Ez a jelzés csupán a megfogalmazás eredetét és a szerzői jogokat jelzi, nem szolgál a cikkben szereplő információk forrásmegjelöléseként.